# مونسلیچه
مونسلیچه (به ایتالیایی: Monselice) یک کومونه در ایتالیا است که در استان پادووا واقع شده‌است.

## خصوصیات
مونسلیچه ۵۰ کیلومترمربع مساحت و ۱۸٬۶۸۲ نفر جمعیت دارد و ۹ متر بالاتر از سطح دریا واقع شده‌است.